# Curanto
Il curanto (in lingua mapudungun: kurantu, pedregal) è un metodo tradizionale culinario dell'arcipelago di Chiloé in Cile, che utilizza pietre riscaldate sepolte in una buca ricoperto di foglie di pangue e zolle. Le componenti fondamentali sono i frutti di mare, le patate, insieme ad altre preparazioni tradizionali della stessa zona come il milcao e il chapalele, a cui si aggiungono carni, salsicce e talvolta crostacei.
Fa parte della cucina cilena, ed è uno dei piatti più riconosciuti della cucina tradizionale di Chiloé i cui resti archeologici più antichi risalgono a più di undicimila anni prima dell'attuale sulla Grande Isola, ci sono anche reperti di dati minori nelle zone del bordo costiero del Seno Reloncaví, del mare interno di Chiloé e dei canali settentrionali della Patagonia. Inoltre, grazie ai flussi migratori della fine del XIX secolo e dell'inizio del XX secolo, si diffuse in tutto il sud quel paese.
Sebbene la sua preparazione sia documentata in varie testimonianze etnografiche fin dal XVI secolo, tradizionalmente nella gastronomia dell'arcipelago di Chiloé viene preparato all'aperto e viene chiamato "curanto en hoyo", poiché realizzato in un pozzo scavato nel terreno, a circa metà un metro di profondità; Il fondo è ricoperto di pietre, che vengono riscaldate in un falò. Quando saranno roventi, si toglieranno i tizzoni e si inizierà a mettere gli ingredienti.

## Storia
Esistono diverse testimonianze archeologiche dell'esistenza di questa tecnica culinaria che risale ai primi occupanti del Sud America. Le tracce più antiche di un buco curanto sono state rinvenute nella zona settentrionale dell'Isla Grande, nell'attuale Ancud, e la cui datazione è intorno a 11.525 ± 90 anni BP (non calibrato) nel sito denominato Ancud 078.2 situato nel settore rurale di Punta Arenas, penisola di Lacuy.
Un'altra scoperta si trova presso il sito archeologico Puente Quilo 1 chiamato Ancud 031, luogo dove sono stati rinvenuti resti ossei di sette persone, manufatti e cibo; Il luogo è stato datato in un intervallo compreso tra 6150 e 4500 anni BP.

## Preparazione
Secondo la tradizione popolare il Curanto viene tuttora cotto in fosse di un metro di profondità, il cui fondo viene coperto di pietre sulle quali si accende il fuoco; quando queste diventano ben incandescenti si mettono da parte le braci e vi si dispongono sopra gli ingredienti, carne e pesce, con accompagnamento di patate, sia intere che sotto forma di purea molto compatta, gli uni sopra gli altri. Infine si copre tutto con foglie aromatiche di una pianta chiamata nalca o pangue, o in sua assenza con foglie di verza bianca e il tutto viene fatto cuocere per oltre due ore..

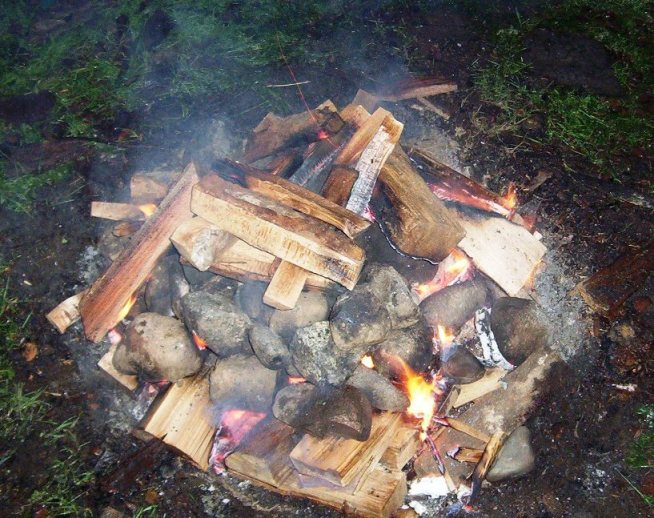
Si raccoglie legna secca.
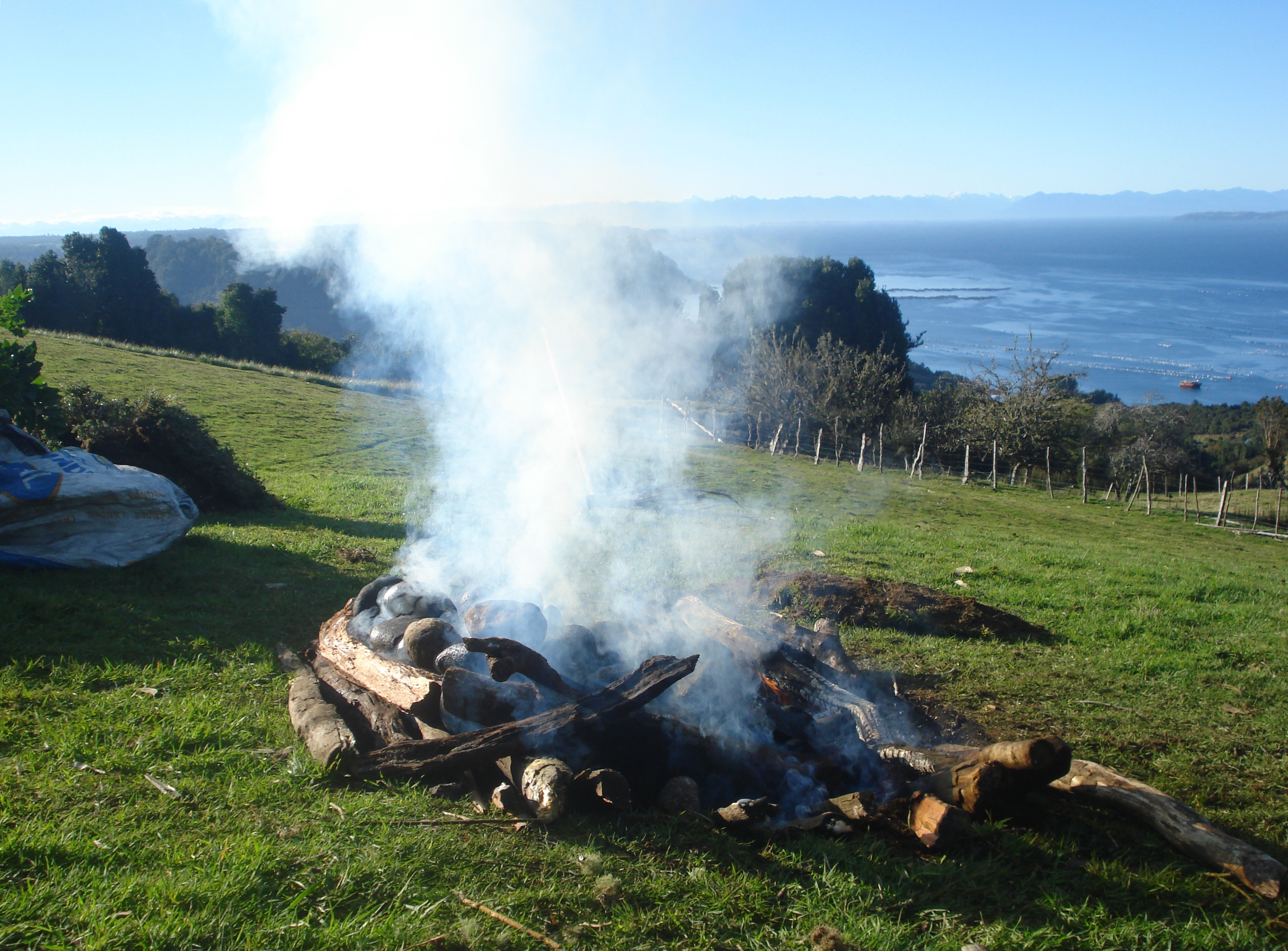
Si fa un fuoco sulle pietre.
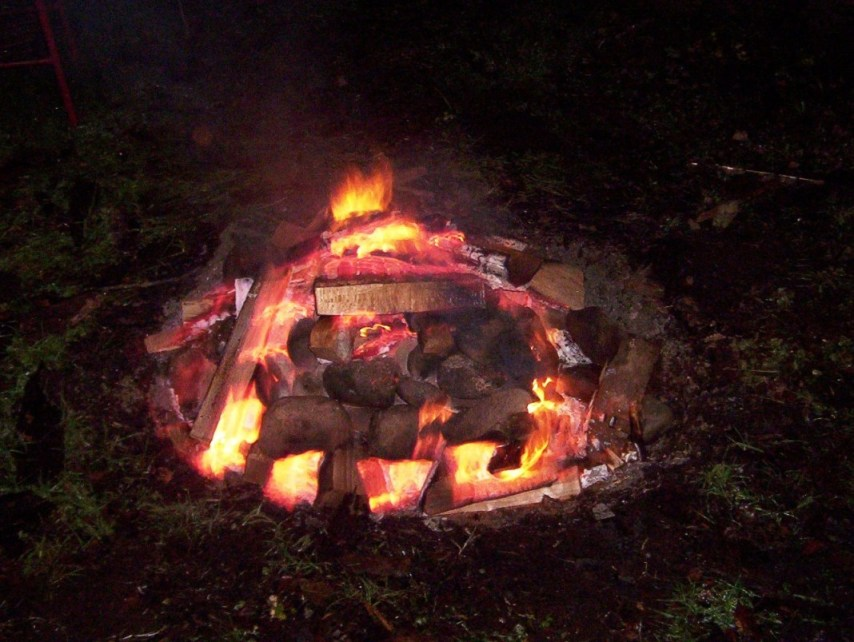
Si attende il riscaldamento delle pietre.
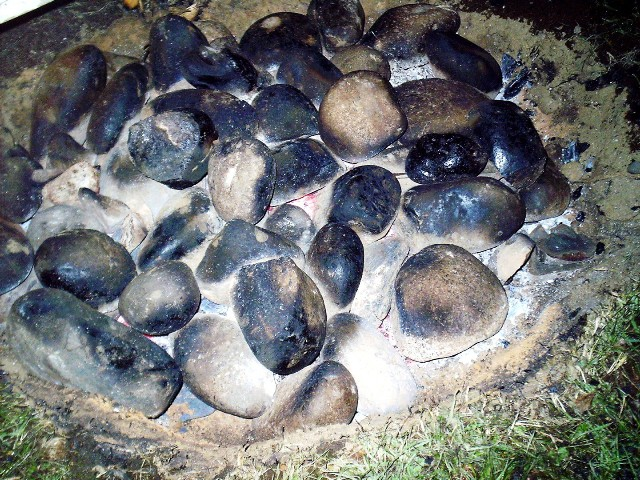
Si tolgono le braci.
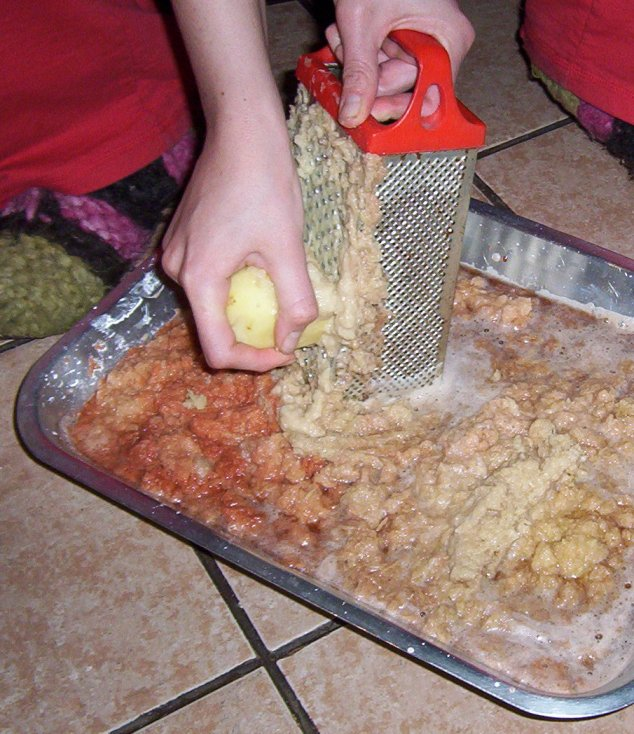
Contemporaneamente si grattugiano le patate.
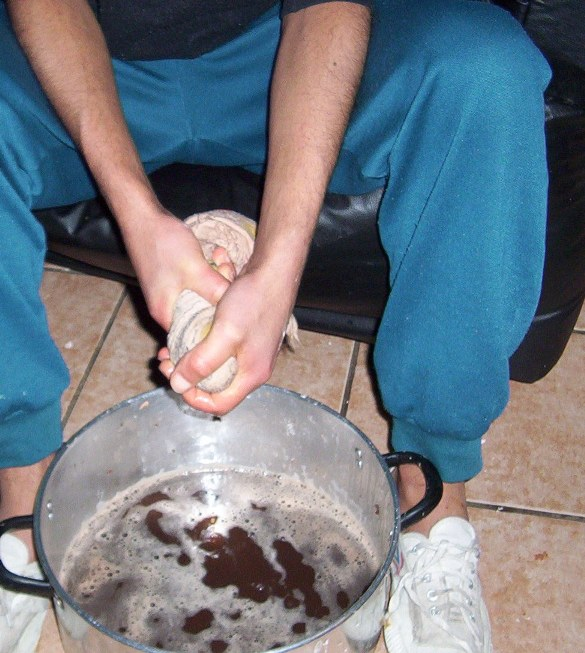
Si formano i Milcao.
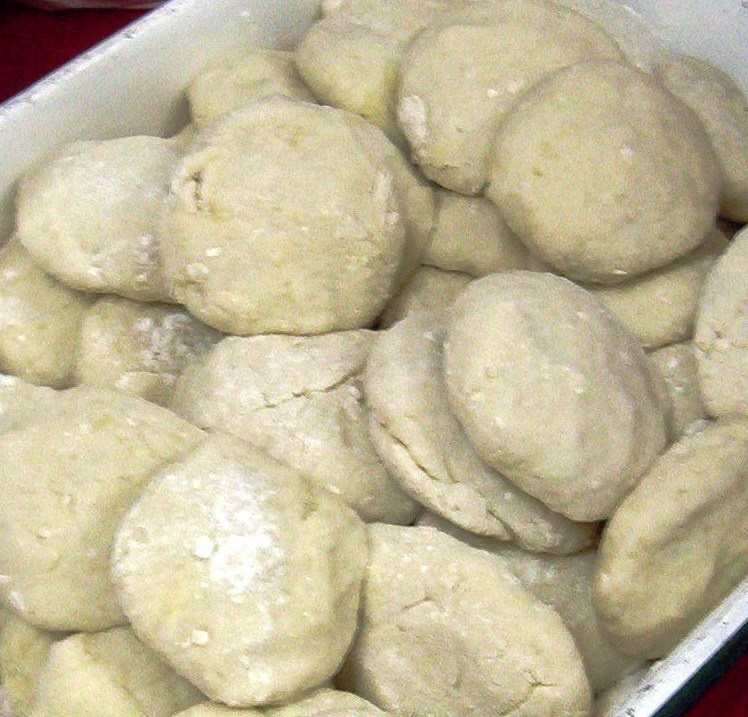
Si mette tutto sulle pietre.
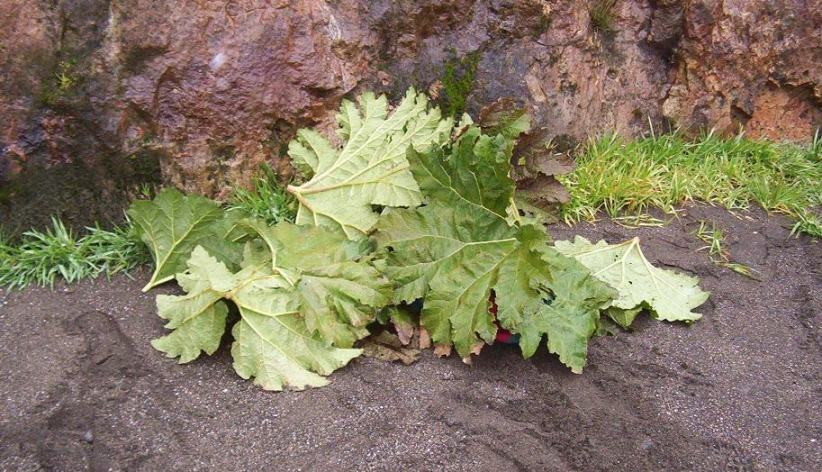
Si tappano con foglie di pangue.
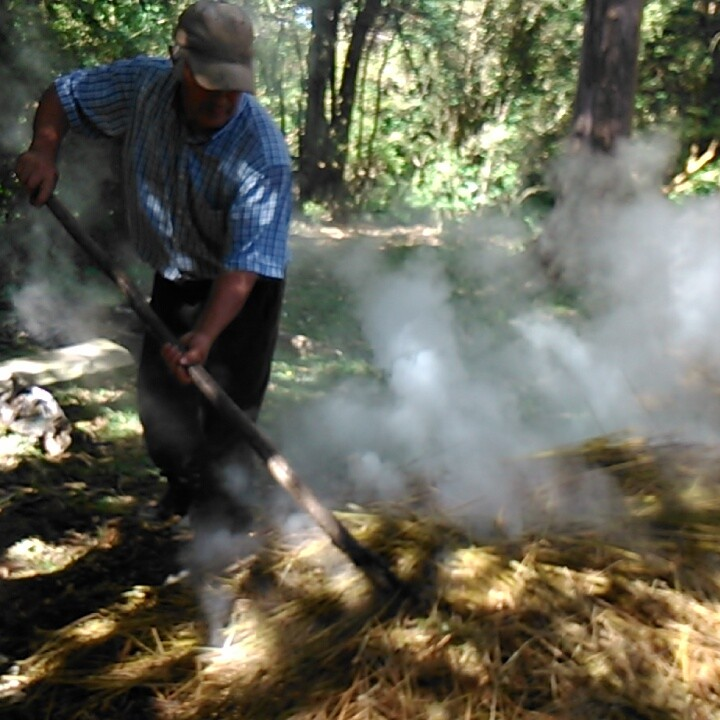
Si tappa con la terra.
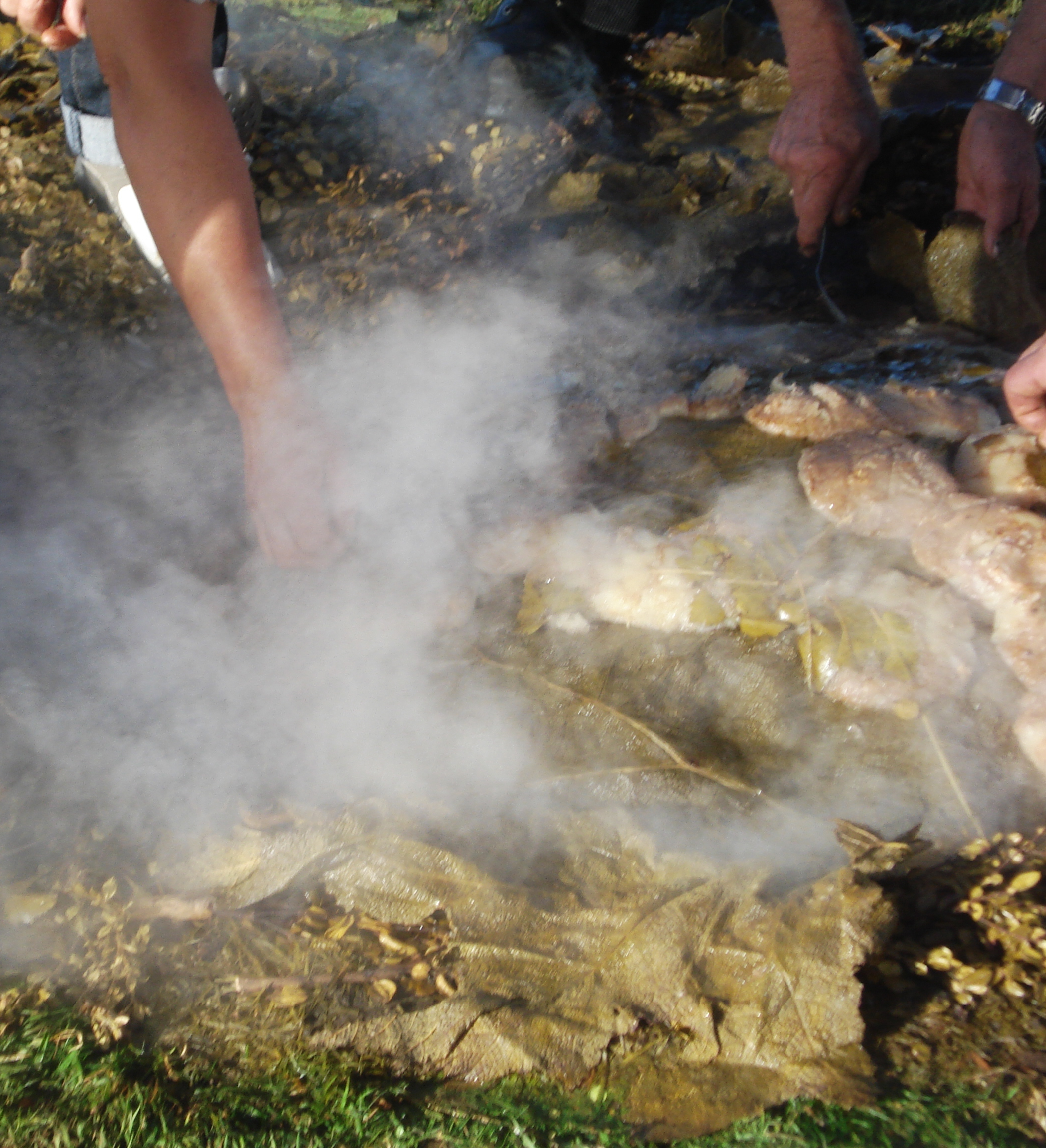
Si attende.
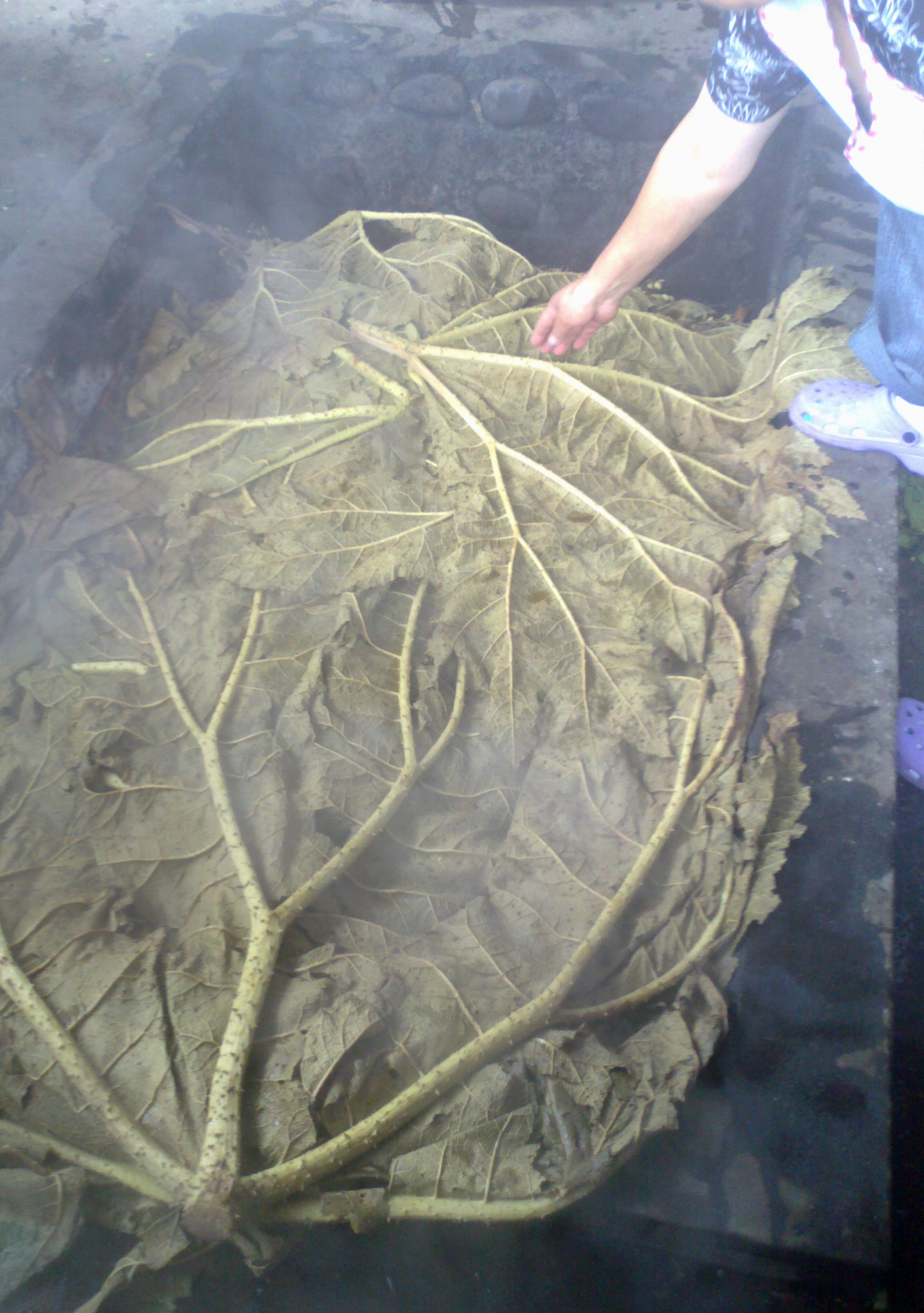
Si toglie ciò con cui è stato ostruito.
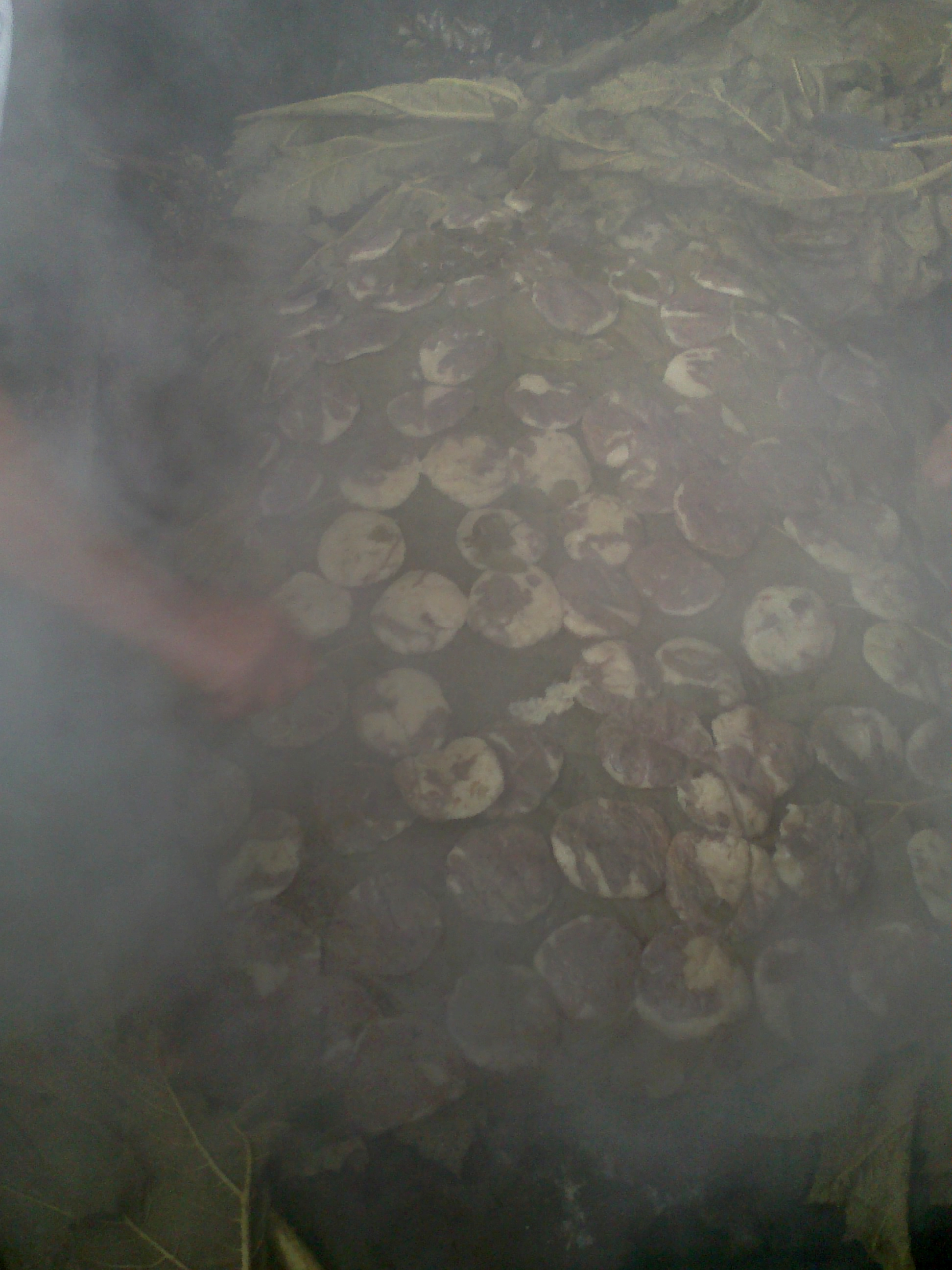
Si tolgono i prodotti cucinati.
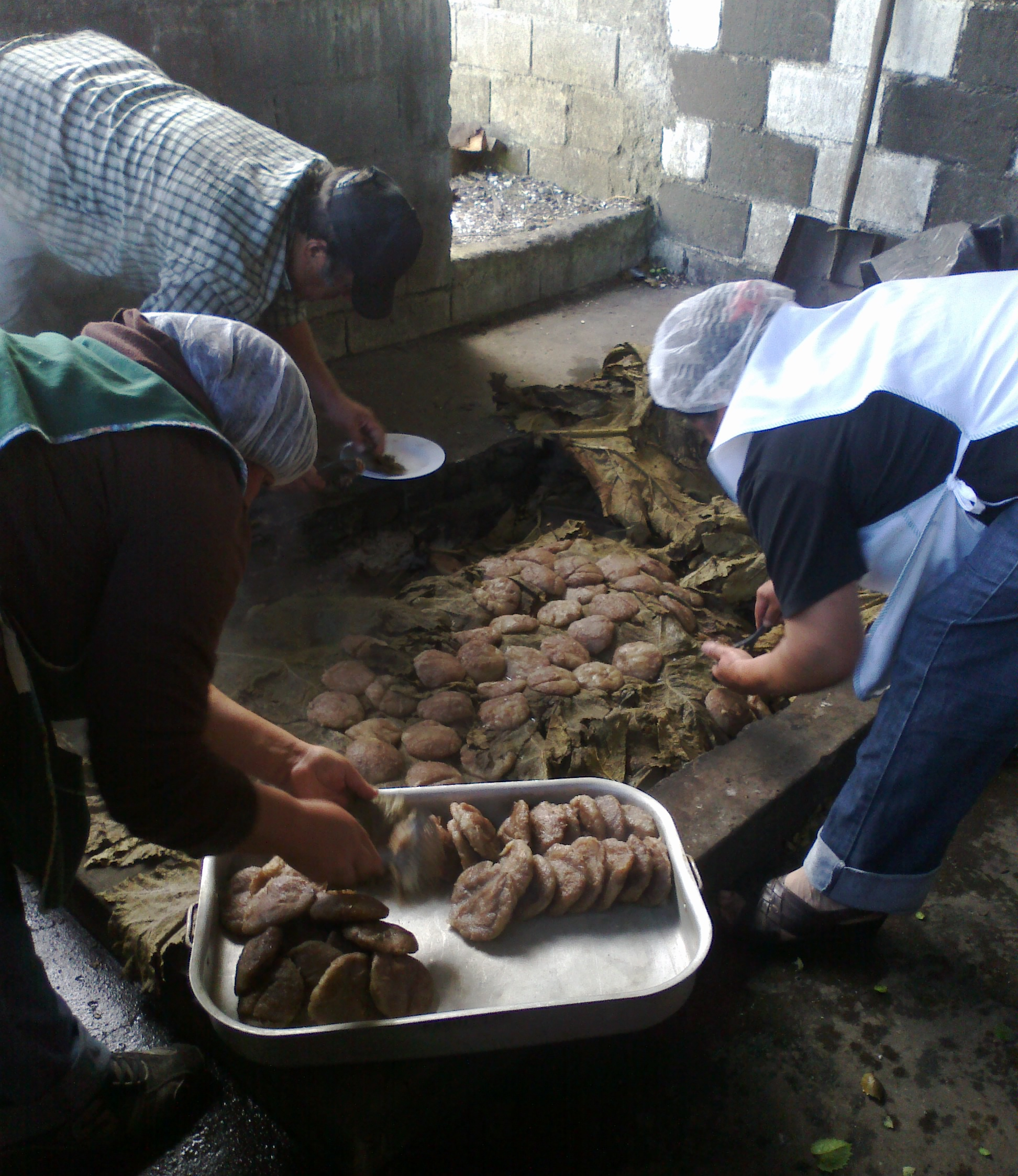
Si toglie ogni strato di prodotti.
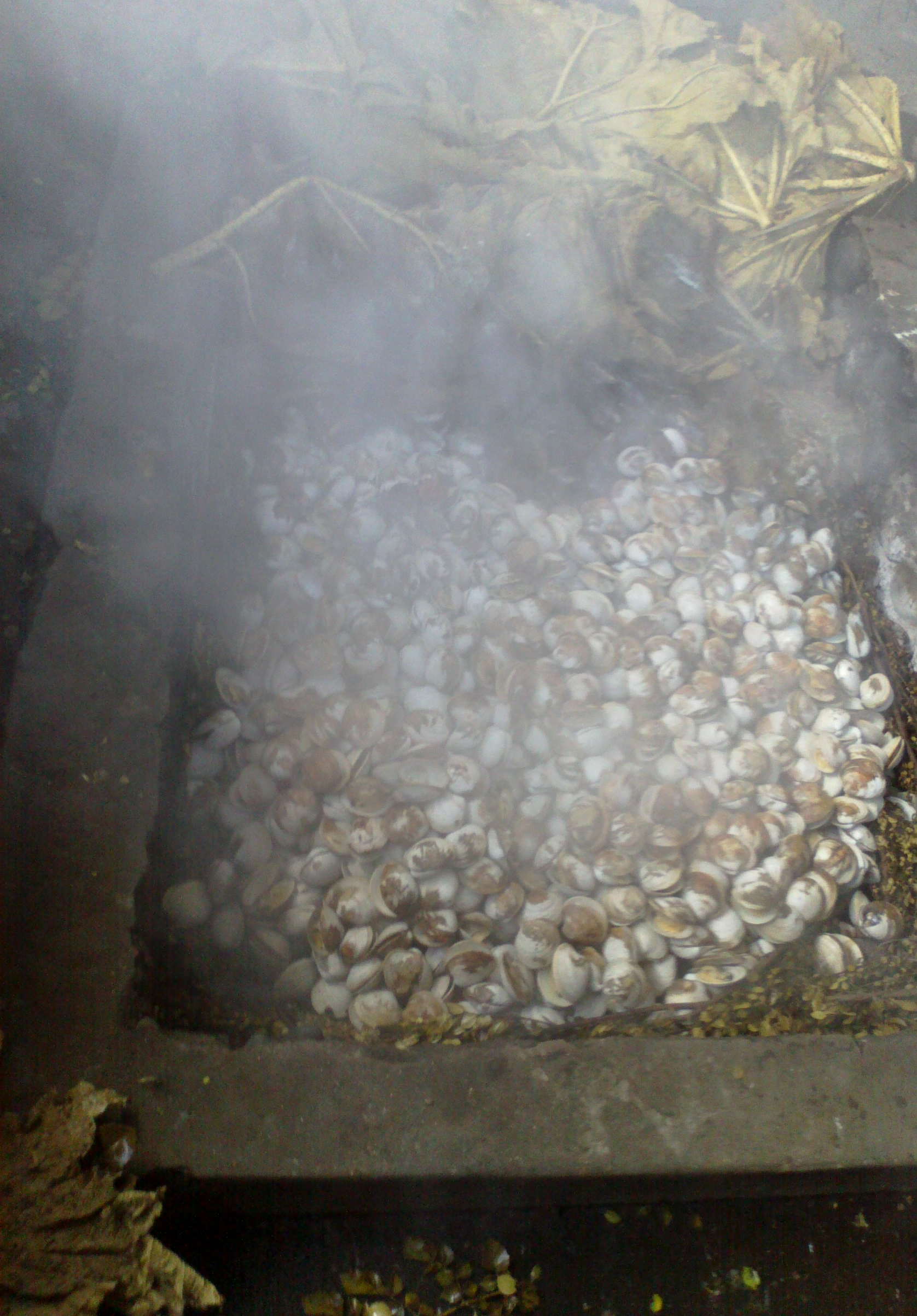
Si toglie l'ultimo strato.